# Епархия Можи-дас-Крузиса
Епархия Можи-дас-Крузиса (лат. Dioecesis Crucismogiensis) — епархия Римско-Католической церкви с центром в городе Можи-дас-Крузис, Бразилия. Епархия Можи-дас-Крузиса входит в митрополию Сан-Паулу. Кафедральным собором епархии Можи-дас-Крузиса является церковь святой Анны.  

## История
9 июня 1962 года Римский папа Иоанн XXIII издал буллу «Quo christiana», которой учредил епархию Можи-дас-Крузиса, выделив её из архиепархии Сан-Паулу и епархии Таубате.
30 января 1981 года епархия Можи-дас-Крузиса передала часть своей территории епархий Гуарульюса и Сан-Жозе-дус-Кампуса.

## Ординарии епархии
- епископ Paulo Rolim Loureiro (1962 — 1975);
- епископ Emílio Pignoli (1976 — 1989);
- епископ Paulo Antonino Mascarenhas Roxo OPraem (1989 — 2004);
- епископ Airton José dos Santos (2004 — 15.02.2012);
- епископ Pedro Luiz Stringhini (19.09.2012 — по настоящее время).

## Источник
- Annuario Pontificio, Libreria Editrice Vaticana, Città del Vaticano, 2003, ISBN 88-209-7422-3
- Булла Quo christiana, AAS 55 (1963), стр. 697  (лат.)